# 施正信
施正信（1909年—1998年），男，祖籍浙江宁波，生于上海，中国医学家，曾任中华医学会常务理事，第五、六届全国政协委员。